# Need for Speed III: Hot Pursuit
Need for Speed III: Hot Pursuit u Over Drivin' III: Hot Pursuit en Japón, es un videojuego de carreras lanzado en 1998. Es la tercera gran entrega de la serie Need for Speed, que incorpora como novedad las actividades policiales como parte importante del juego. Hot Pursuit sigue centrado en las carreras de deportivos exóticos, pero ofrece pistas que tienen lugar principalmente en lugares de América del Norte, incluyendo variados entornos y climas. Además, la IA de la policía está bastante desarrollada, utilizando varias tácticas para detener tanto al jugador como al oponente. El juego fue lanzado para PlayStation en marzo de 1998 y más tarde recibió una versión mejorada para Microsoft Windows en octubre de 1998. Una versión de PlayStation 2 fue desarrollada, pero cancelada más tarde. El sufijo del título del juego, "Hot Pursuit", es un término utilizado para persecuciones policiales. El juego tuvo una secuela que fue lanzada en 2002 como Need for Speed: Hot Pursuit 2.

## Modos de juego
Con las actividades policiales reintegradas en el juego, Hot Pursuit ahora consta de dos categorías. La primera abarca las carreras estándar, como lo ha sido en sus predecesores,  The Need for Speed y Need for Speed II, en los que el jugador compite contra uno (incluyendo carreras de pantalla dividida) o siete corredores más en un circuito normal, "Knockouts", y torneos (que permiten al jugador desbloquear vehículos de bonificación y una pista de bonificación). La segunda categoría se llama "Hot Pursuit", donde las actividades policiales se incluyen en las carreras. El modo permite al jugador seleccionar un coche deportivo estándar para competir contra un solo oponente en una pista llena de patrullas de la policía. La versión para PC también contiene una variación de inversión de rol en la que los jugadores seleccionan una versión policial de un coche deportivo para perseguir y detener a los seis corredores antes de completar la carrera. Completar ambos desafíos Hot Pursuit en la versión para PC en cada pista del juego desbloquea coches deportivos adicionales de la policía.
Se introdujeron dos modos en el juego. El modo de pantalla dividida de dos jugadores permite que dos jugadores compitan con la misma computadora. El modo "Knockout" consta de siete carreras con ocho corredores en pistas elegidas al azar, en las que se aplicarán condiciones tales como dificultad seleccionada, clima, etc., que el jugador haya elegido antes de comenzar la carrera. Cada carrera consta de dos vueltas en las que el piloto que termine último será eliminado de la alineación de la carrera. Todos los demás pilotos avanzan a la siguiente ronda y continúan con la batalla hasta que sólo queda un jugador, que técnicamente gana la competición eliminatoria. El juego también admite la conexión en red a través de un puerto serie, módem o IPX y juegos en línea a través del protocolo TCP/IP. 
Las pistas de carreras son muy variadas, con configuraciones que van desde anchos cañones del desierto a pueblos campestres, así como montañas nevadas. Una pista en particular en el juego es incluso una estructura moderna e intrincada identificada como la oficina de desarrollo de Electronic Arts. La mayoría de las pistas contienen uno o más atajos secretos que pueden alterar drásticamente el resultado de una carrera.
El juego también se jacta de un soporte gráfico bastante impresionante para su tiempo, permitiendo una resolución de hasta 1152 × 864 píxeles, gráficos de 16 bits, soporte para pantalla ancha, efectos de cromo para automóviles y ajustes de control deslizante para detalles de coche y distancia de visualización. Los controladores de detección de movimiento también recibieron apoyo, otorgando a los jugadores una experiencia de juego más completa permitiéndoles realmente "conducir" los coches.
También se introdujo la afinación de los coches, lo que permitió personalizar el manejo de cualquier automóvil ajustando las propiedades de gama baja o alta para la afinación del motor y las relaciones de engranajes, balance de freno delantero o trasero, velocidad de frenado lenta o rápida, suspensión suave o rígida, aerodinámica baja o alta, así como neumáticos de carreras. Cualquiera de estas opciones puede modificarse a través de deslizadores para ofrecer un efecto basado en porcentajes sensible al rendimiento general del coche seleccionado. Por ejemplo, el ajuste del motor y del engranaje de gama alta comprometerá la aceleración para obtener mejores velocidades máximas. El equilibrio de freno trasero y las velocidades de frenado lentas hacen que las vueltas más anchas, giros cerrados y la aerodinámica proporcionen velocidades aún mayores, pero perdiendo maniobrabilidad.

### Sistema de persecución
En Hot Pursuit el sistema de persecución ha mejorado significativamente en términos de IA respecto a Need for Speed II. El juego ahora requiere que el corredor sólo reduzca su velocidad cerca de un coche de policía para ser multado o arrestado, en lugar de ser alcanzado por un coche de la policía, obligando al corredor a detenerse para recibir los mismos castigos. En consecuencia, los coches de la policía ahora están programados con la capacidad de bloquear el coche de un corredor para detenerlo. Además, Hot Pursuit permite que hasta tres policías persigan a un corredor, posibilitando que embosquen el coche del corredor colectivamente. Se puede jugar como policía solo en la versión para PC; sin embargo, los coches de la policía pueden utiizarse en la versión de PlayStation, a través de un código GameShark. El jugador debe seleccionar un coche en el modo "Hot Pursuit", que será reemplazado por un coche de policía cuando comience la carrera, aunque el Mercedes-Benz CLK GTR y "El Niño" no serán reemplazados. Incluso cuando se conduce como un coche de policía, la policía todavía puede detener al jugador, mas no intentará hacerlo.
También se han mejorado los aspectos tácticos de las actividades policiales. La policía tiene la capacidad de desplegar barricadas que tienen coches policías controlados por la computadora que forman una pared a través de la carretera, y tiras de púas que pinchan los neumáticos del coche de un corredor, deteniéndolo. Ambas tácticas presentan debilidades, específicamente lagunas en el bloqueo que pueden ser utilizadas por un corredor para evitar colisiones con coches de la policía, o pinchazos de neumáticos de una tira de púas que sólo se despliega en un lado de la carretera. El jugador también puede escuchar la charla de la radio de la policía en el estado de las persecuciones (exclusivamente en la versión de PC), revelando a estos la ubicación actual de los corredores y coches de policía, así como los bloqueos de carretera y tiras de púas. El parloteo de la radio también revela reacciones a eventos específicos, como la colisión de un corredor con un coche de policía, o una referencia a la velocidad del corredor y/o la aparición de la carrera misma. Además, si la conducción de un corredor controlado por ordenador resulta ser más peligrosa que la del jugador, la policía puede retrasar su búsqueda y perseguir a la IA en su lugar.
Cada ajuste de la pista cuenta con coches de policía únicos, incluyendo tres sedanes basados en coches de patrulla urbana, un hatchback y dos SUVs. El Chevrolet Caprice Classic (en Hometown y Country Woods, aunque también aparece en Redrock Ridge y Lost Canyons, este último solo en la versión de PlayStation), el Ford Crown Victoria (para Hometown, Country Woods, y Empire City en PC, Atlantica y Aquatica, y a veces en Rocky Pass y Summit, en la versión de PlayStation), el Eagle Talon (en Lost Canyons y Redrock Ridge para la versión para PC y Empire City en la versión de PlayStation), el Ford Falcon o el Pontiac Grand Am (para Atlantica y Aquatica en la versión de PC), el Lamborghini LM002 (solo en Rocky Pass y Summit en la versión de PlayStation) y Land Rover Discovery (en Rocky Pass y Summit en la versión para PC, y Lost Canyons y Redrock Ridge en la versión de PlayStation). Además de los coches de la policía estándar, un puñado de Chevrolet Corvette de la policía también se incluyen en cada pista, más equipados para participar en actividades de alta velocidad y capaces de superar a los coches normales de la policía. En la versión de PlayStation, los Chevrolet Corvette de la policía son reemplazados por Lamborghini Diablo si la dificultad está seleccionada en Experto.

## Autos
En este juego están presentes los deportivos más impactantes del mercado durante las décadas de los 80's y 90's.

### Clase A
- Ferrari 550 Maranello
- Lamborghini Diablo SV
- Italdesign Nazca C2 Spider (solo en PlayStation)
- Italdesign Scighera (solo en PC)
- Jaguar XJR-15 (auto desbloqueable al completar el modo torneo en dificultad Novato)
- Lister Storm (descarga para PC)
- Mercedes-Benz CLK GTR (auto desbloqueable después de ganar el modo torneo en dificultad Experto)
- El Niño (auto ficticio creado para el juego, siendo el último y mejor del juego. Se desbloquea al conseguir todos los circuitos)

### Clase B
- Lamborghini Countach
- Chevrolet Corvette C5
- Chevrolet Corvette ZR1 (solo en PC)
- Ferrari 355 F1 Spider (solo en PC)
- Ferrari 355 F1 Berlinetta (solo en PlayStation)
- Ferrari 456 M GT (descarga para PC)

### Clase C
- Aston Martin DB7 (solo en PC)
- Jaguar XK8 (solo en PC)
- Mercedes-Benz SL 600 (solo en PC)
- Jaguar XKR (descarga para PC)
- Spectre R42 (descarga para PC)
- Ford Falcon GT (solo en la versión australiana de PC)
- HSV VT GTS (solo en la versión australiana de PC)

## Recepción
Need for Speed III: Hot Pursuit fue recibido con críticas positivas. Sitios web como GameRankings y Metacritic le dieron a la versión de PlayStation 85.63% y 88/100 y a la de PC 84.82%. Fue anunciado durante su tiempo por su intensa acción y hermosos gráficos. John Misak, de PC Gameworld escribió en su reseña: "Esta última encarnación utiliza un motor de gráficos radicalmente mejorado que reproduce los coches hasta el más mínimo detalle". La revista oficial de PlayStation dijo que el juego "simplemente no puede competir" con Gran Turismo y Ridge Racer, pero que atraería a la gente que gusta de las persecuciones de coches. El juego alcanzó el número 10 en las listas del Reino Unido.